# Charles Winston Thompson
Charles Winston Thompson (* 30. Dezember 1860 nahe Tuskegee, Macon County, Alabama; † 20. März 1904 in Washington, D.C.) war ein US-amerikanischer Politiker (Demokratische Partei).

## Werdegang
Charles Winston Thompson besuchte die Gemeinschaftsschule und die Park High School in Tuskegee. Dann graduierte er 1878 an dem Bryant and Stratton Business College in Louisville (Kentucky). Im Anschluss danach ging er Handelstätigkeiten nach. Er war Präsident der Bank of Tuskegee. Ferner war er zwischen 1886 und 1888 als County Superintendent of Education für den Macon County tätig. Thompson wurde 1896 zum Lieutenant Colonel im Stab von Gouverneur Joseph F. Johnston ernannt, eine Stellung, die er bis zum Ende dessen Amtszeit bekleidete. Dann war er 1898 Mitglied im Senat von Alabama. Thompson wurde in den 57. US-Kongress gewählt und in den nachfolgenden 58. US-Kongress wiedergewählt. Er war im US-Repräsentantenhaus vom 4. März 1901 bis zu seinem Tod 1904 tätig. Sein Leichnam wurde nach Tuskegee überführt, wo er auf dem Stadtfriedhof beigesetzt wurde.